# 三貫島

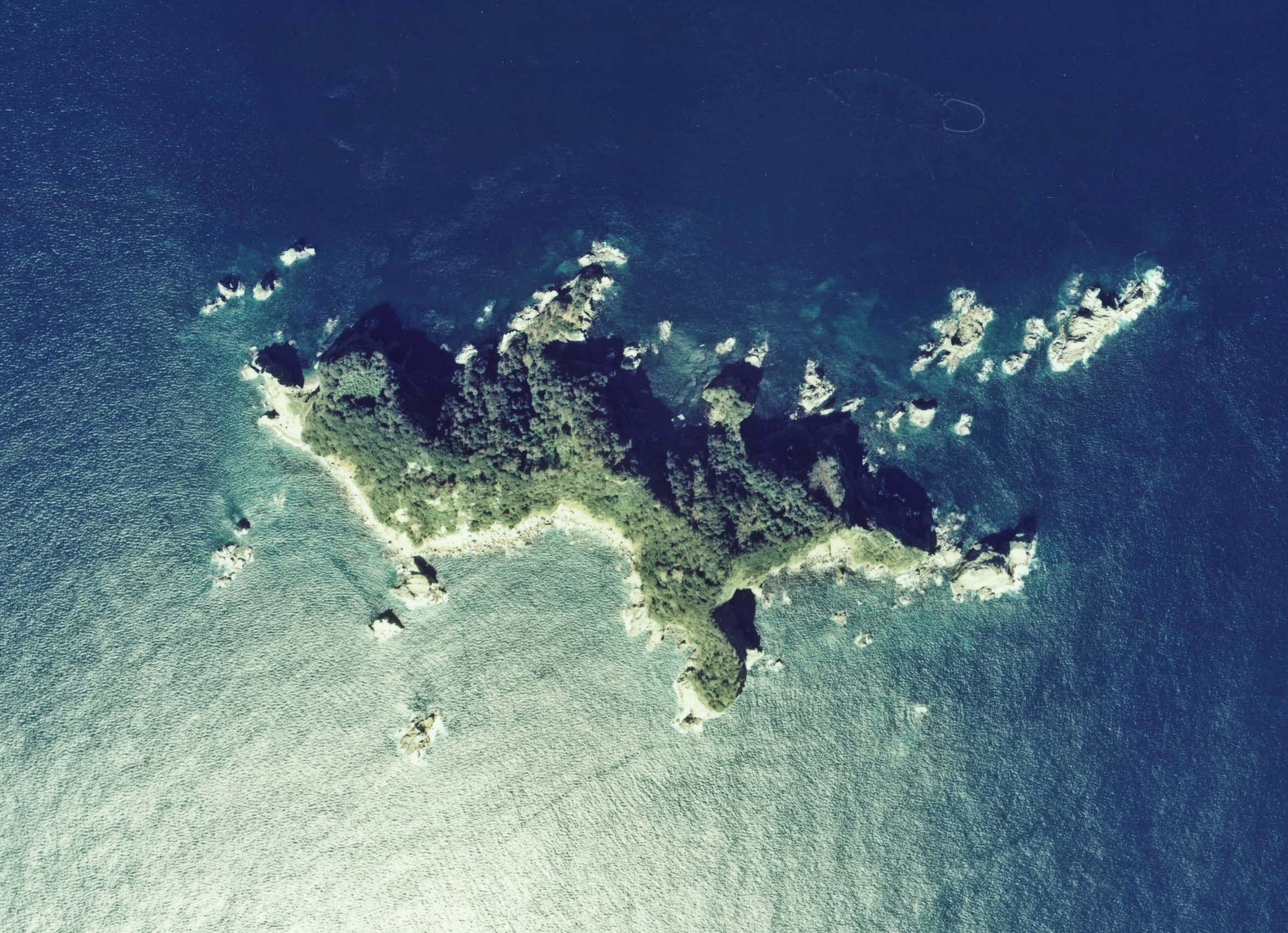
三貫島の空中写真。1977年撮影。
。

三貫島（さんがんじま）は、岩手県釜石市箱崎町に存在する島である。

## 概要
箱崎半島の南東方沖約1キロメートルにある、周囲約4kmの無人島である。植生は、タブノキを中心とした暖帯林で、オオミズナギドリやヒメクロウミツバメ、ウミネコなどの海鳥の繁殖地、ミサゴやオオワシなどの猛禽類の生息地となっている。そのため、1935年（昭和10年）12月24日に、国の天然記念物「三貫島オオミズナギドリおよびヒメクロウミツバメ繁殖地」に指定されている。また、1981年（昭和56年）11月1日には国指定三貫島鳥獣保護区（集団繁殖地）にも指定されている（面積25ha、全域が特別保護地区）。また全域が三陸復興国立公園に含まれている。過去には釜石港から観光船「はまゆり」で遊覧できた。上陸は禁止されている。
『ひょっこりひょうたん島』のモデルとされる島の一つである。

## 所在地
- 郵便番号：026-0303
- 住所：岩手県釜石市箱崎町

## アクセス
- 釜石港から観光船の「三貫島はまかぜコース」で約50分であった。